# Velika madžarska nižina
Velika madžarska nižina, tudi Veliko madžarsko nižavje (madžarsko Alföld ali Nagy-Magyar-Alföld) je obsežno nižavje na Madžarskem v porečju Tise in Morave, ki predstavlja glavno žitorodno področje Madžarske. Tvori največji del Panonske nižine in poleg juga ter vzhoda Madžarske obsega še dele vzhodne Slovaške (kot Východoslovenská nížina, Vzhodnoslovaška nižina), jugozahodne Ukrajine (kot Zakarpats'ka nyzovyna, Zakarpatska nižina), zahodne Romunije, severne Srbije in vzhodne Hrvaške.
V grobem jo na severu in vzhodu omejujejo Karpati, na jugozahodu Prekodonavsko sredogorje in Dinaridi ter reka Sava na jugu.